# Montagnes russes Wing Rider

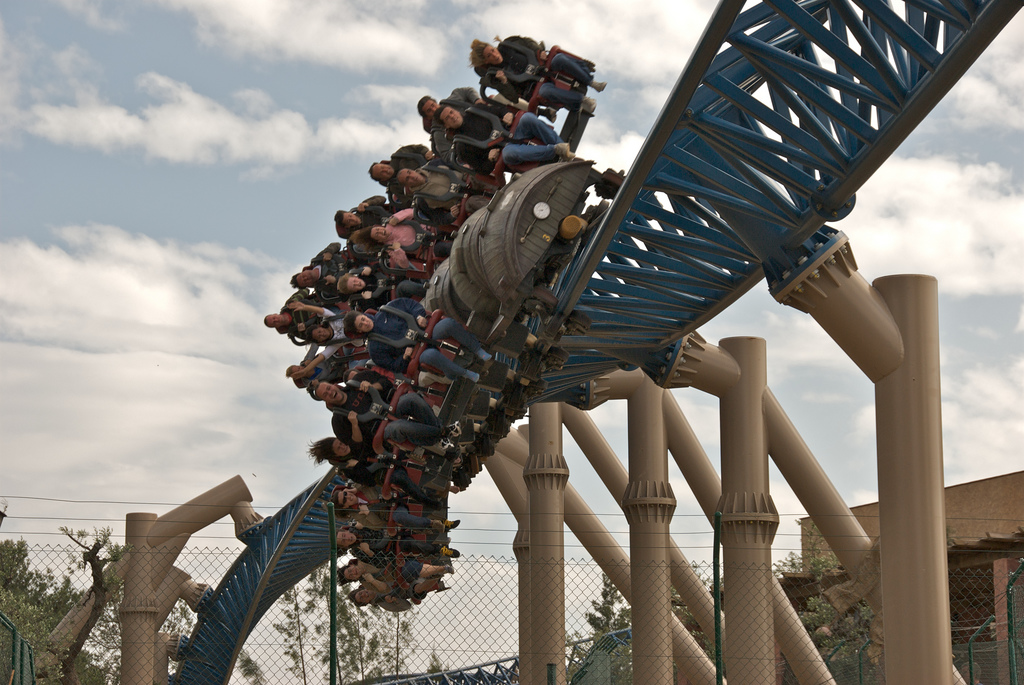
Furius Baco à PortAventura Park, la première attraction de ce type.

Wing Rider désigne un type de montagnes russes en métal. Ces modèles ont la particularité d'avoir des trains où les sièges fixes sont placés à gauche et à droite des rails.

## Historique
Le Wing Rider est un dérivé des montagnes russes quadridimensionnelles inventées par John F. Mares à partir des années 1990. La différence réside au niveau des trains. Sur les montagnes russes quadridimensionnelles, les sièges sont placés de part et d'autre du rail et ils peuvent faire des rotations (vers l'avant ou vers l'arrière). Dans le cas des Wing Rider, les sièges ont une position fixe.
Construite par Intamin en 2007, la première attraction de ce type fut Furius Baco à PortAventura Park. Le train est composé de six rangées de quatre personnes (deux de chaque côté du rail).
Le 1er avril 2011, le parc italien Gardaland inaugure la deuxième attraction de ce type au monde sous le nom Raptor et cette fois-ci construite par Bolliger & Mabillard. Trois attractions ont ouvert en 2012 : The Swarm à Thorpe Park le 15 mars, Wild Eagle à Dollywood le 24 mars et X-Flight à Six Flags Great America le 16 mai. Ces montagnes russes ont aussi été construites par Bolliger & Mabillard.

## Montagnes russes de ce type
| Nom              | Parc                    | Ouverture       | Constructeur         |
| ---------------- | ----------------------- | --------------- | -------------------- |
| Furius Baco      | PortAventura Park       | 5 juin 2007     | Intamin              |
| Raptor           | Gardaland               | 1er avril 2011  | Bolliger & Mabillard |
| The Swarm        | Thorpe Park             | 15 mars 2012    | Bolliger & Mabillard |
| Wild Eagle       | Dollywood               | 24 mars 2012    | Bolliger & Mabillard |
| X-Flight         | Six Flags Great America | 16 mai 2012     | Bolliger & Mabillard |
| GateKeeper       | Cedar Point             | 11 mai 2013     | Bolliger & Mabillard |
| Parrot Coaster   | Chimelong Ocean Kingdom | 25 janvier 2014 | Bolliger & Mabillard |
| Flug der Dämonen | Heide Park              | 29 mars 2014    | Bolliger & Mabillard |
| Thunderbird      | Holiday World           | 24 avril 2015   | Bolliger & Mabillard |
| Soaring Wings    | Happy Valley            | 2017            | Bolliger & Mabillard |
| Fenix            | Toverland               | 7 juillet 2018  | Bolliger & Mabillard |
| Maximus          | Legoland Deutschland    | 2023            | Bolliger & Mabillard |